# Alfabeto vah

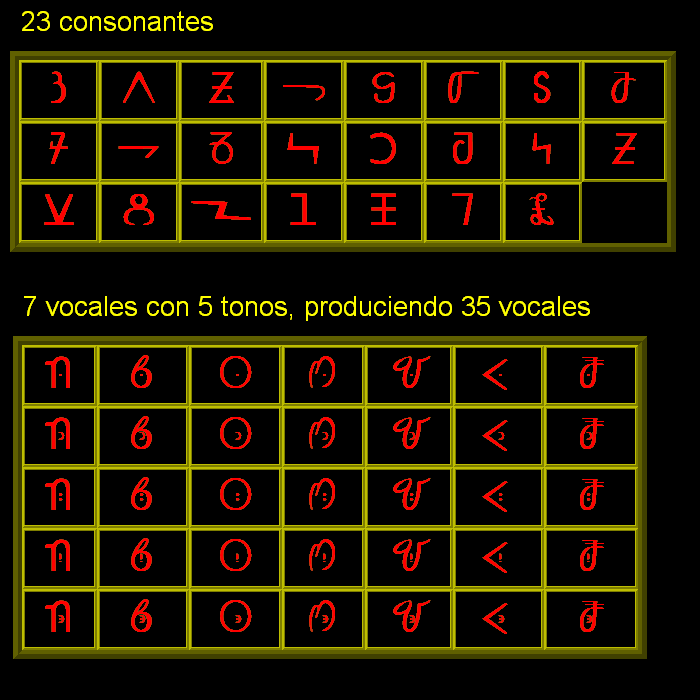
Caracteres Bassa Vah

El alfabeto vah (también llamado Bassa Vah) es un alfabeto autóctono africano que fue utilizado desde principios del siglo XX en algunas zonas de Liberia pobladas por hablantes del idioma bassa. Su origen es incierto, aunque podría estar relacionado con el silabario vai, también liberiano. Consiste de 23 consonantes, 7 vocales y 5 diacríticos para los tonos. El signo + se usa como signo de puntuación correspondiendo al punto final. Bassa Vah es una escritura alfabética simple, con orientación de izquierda a derecha. Las vocales en Bassa Vah se escriben con signos diacríticos imprescindibles para indicar el tono de la vocal.

## Historia
A finales del siglo XIX, el hablante de bassa y estudiante liberiano Flo Darvin Lewis (también llamado Thomas Gbianvoodeh Lewis) viajó a América para cursar el doctorado de medicina en la Syracuse University de Nueva York y, según su testimonio, encontró las primeras evidencias de la escritura vah entre las colonias de esclavos liberianos de origen bassa del Caribe y Brasil, quienes se la habrían traído desde Liberia, donde se habría olvidado su uso.
Lewis consiguió una imprenta, datándose el primer libro moderno en escritura vah hacia 1907. Posteriormente, en 1910, regresó a Liberia y se dedicó a divulgar y promover la lectura y escritura de este alfabeto, que según algunas teorías sería obra enteramente suya.
En 1959 se creó la Bassa Vah Association, que intentó la promoción de una forma modernizada del mismo, que se diferenciaba principalmente en el número de consonantes (30 en la forma clásica, 23 en la forma moderna), sin embargo el uso de esta escritura disminuyó progresivamente hasta desaparecer.
Jenni Dirah, hija de un esclavo, podría haber puesto en conocimiento a Thomas Flo Lewis de la existencia de un código de pictogramas de los bassa, anterior al alfabeto vah. Esta información fue recogida como fuente tradicional, por el equipo de trabajo que en 2010 presentó un documento base para la estandarización ISO 15924 del alfabeto vah.

## Curiosidades
Algunas letras del alfabeto vah guardan similitudes con las del alfabeto del ge'ez, lengua semítica etiópica usado actualmente para el idioma amhárico, o el alfabeto N'Ko de Guinea. Además, varios lingüistas norteamericanos han señalado que el alfabeto vah es uno de los pocos alfabetos africanos (junto con el alfabeto usado para el ge’ez, el N'Ko y el tifinagh) que no tienen la influencia del alfabeto latino.
Existió otro esfuerzo por elaborar un alfabeto para la lengua bassa en el año 1830 por parte del misionero cristiano William Crocker, con la intención de facilitar los trabajos de evangelización entre la población nativa. Para este trabajo, Crocker se inspiró en el silabario de los nativos Cheroqui de América del Norte.